# Hora de no ver
Hora de no ver es el primer álbum de estudio del grupo argentino de rock alternativo y pop experimental, liderado por Rosario Bléfari, Suárez. Fue editado el 16 de septiembre de 1994 por el sello de la banda "Feliz año nuevo discos" creado a tal fin. El mismo fue grabado utilizando diferentes procedimientos técnicos según la canción.

## Sobre el disco
Contiene 10 canciones, aunque una reedición del año 2005 incluye dos temas extra. Según declaraciones de los mismos integrantes del grupo, el disco no fue originalmente concebido como tal, sino que eran un conjunto de grabaciones que se fueron sucediendo por diferentes motivos. "Conductor de noche", "El ídolo" y "Mañana" fueron grabados en vivo utilizando una cámara de video común y corriente, con motivos testimoniales. "Susme", "Morirían", "Niebla matinal", "Sol" y "Sonido Cotopaxi" fueron grabados en una Tascam de 8 canales a casete. Los bonus tracks incluidos en 2005, "Violencia familiar" y "Corazones en la marea" junto con "Flores de hotel" y "Nuestro amigo asiático" fueron grabados para editarlos en el casete que acompañaba la revista Ruido (1992). El disco fue producido por el grupo aunque ese crédito no figura en el disco. Los integrantes son Rosario Blefari, Fabio Suárez, Marcelo Zanelli, Gonzalo Córdoba y Diego Fosser. También participa Pablo Córdoba en batería en "Susme". El disco incluye un tema oculto, "Brilla", luego de pasados unos minutos de terminado el último tema del disco.

## Distintas ediciones y artes de tapa
Era una característica de Suárez no reeditar sus discos sin introducir cambios gráficos en ellos, de esta manera cada edición se diferencia de las demás. De Hora de no ver existen en total tres diferentes presentaciones. La tirada original se hizo con el centro del CD de color blanco y rojo, la segunda y la tercera reediciones con el centro azul y rojo. El resto del arte es el mismo en todas. La última reedición (2005) tiene un packaging de cartón original con cierre imantado, que también está incluida en el CD box set La colección con la discografía completa de la banda, y un libro con las letras del disco completas y fotos de la época en que fue grabado.

## Lista de canciones
| N.º   | Título                   | Duración |  |
| 1.    | «Conductor de noche»     | 5:25     |  |
| 2.    | «Susme»                  | 5:10     |  |
| 3.    | «Morirían»               | 3:12     |  |
| 4.    | «Niebla matinal»         | 2:17     |  |
| 5.    | «Mañana»                 | 4:56     |  |
| 6.    | «Sol»                    | 2:20     |  |
| 7.    | «El ídolo»               | 5:03     |  |
| 8.    | «Flores de hotel»        | 1:43     |  |
| 9.    | «Nuestro amigo asiático» | 6:33     |  |
| 10.   | «Sonido Cotopaxi»        | 9:58     |  |
| 46:36 |                          |          |  |

| Bonus tracks (2005) |                         |          |  |
| N.º                 | Título                  | Duración |  |
| 11.                 | «Violencia familiar»    | 2:55     |  |
| 12.                 | «Corazones en la marea» | 3:32     |  |
| 53:03               |                         |          |  |

## Personal
- Rosario Bléfari: voz
- Fabio Suárez: bajo
- Diego Foser: batería
- Gonzalo Córdoba: guitarra
- Marcelo Zanelli: guitarra

Personal adicional
- Pablo Córdoba: batería en "Susme"

## Videoclips
- "Morirían" (1994)

## Singles para compilados
- "El ídolo" (1996, en "Rojaijú" Zona de Obras con la revista "Especial amor" disco doble, Zaragoza, España).